# 533

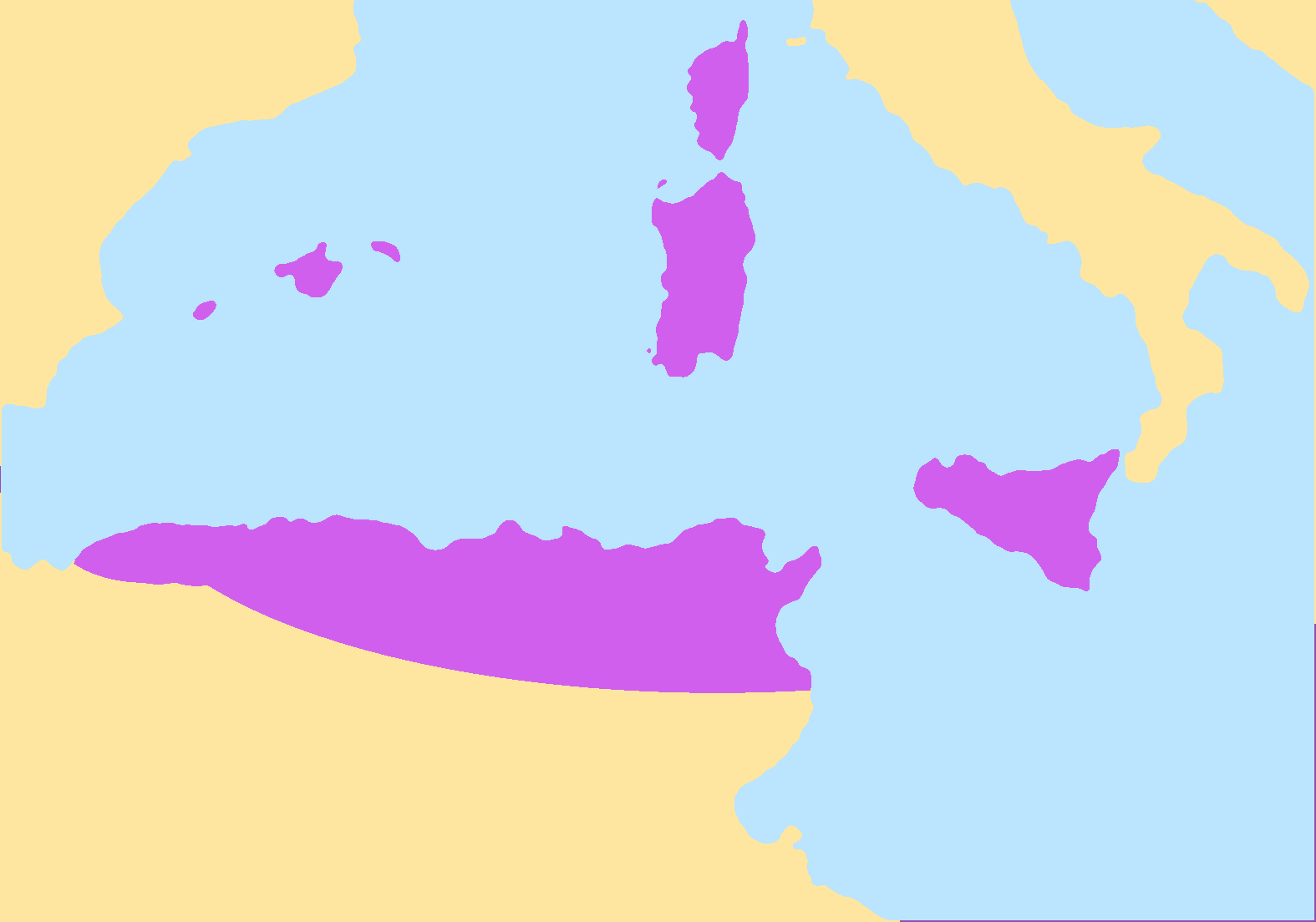
Einde van het Vandaalse Rijk (439-533)

Het jaar 533 is het 33e jaar in de 6e eeuw volgens de christelijke jaartelling.

## Gebeurtenissen

### Byzantijnse Rijk
- Voorjaar - Vandaalse Oorlog: De bevolking komt in opstand in Tripolitanië en Sardinië; Gelimer, koning van de Vandalen, stuurt de Vandaalse vloot (120 schepen en 5.000 man) naar Sardinië om de opstand te onderdrukken.
- 21 juni - Keizer Justinianus I stuurt een Byzantijns expeditieleger (15.000 man) onder bevel van Belisarius naar Noord-Afrika. Een vloot van 500 transportschepen en 92 oorlogsschepen (dromons) vertrekt uit Constantinopel.
- September - Belisarius arriveert in Sicilië, met toestemming van de Ostrogotische koningin Amalasuntha, dochter van Theodorik de Grote en regentes van Italië, mag hij de zeehavens gebruiken om zijn vloot te bevoorraden.
- 13 september - Slag bij Ad Decimum: Gelimer probeert de Byzantijnen bij de "tiende mijlpaal" in een hinderlaag te lokken. Belisarius weet echter de Vandalen te verslaan en trekt triomfantelijk de hoofdstad Carthago binnen.
- 15 december - Slag bij Tricameron: Belisarius verslaat opnieuw de Vandalen. Dit betekent het einde van het Vandaalse Rijk; de gebieden Sardinië, Corsica en de Balearen worden door het Byzantijnse Rijk geannexeerd.
- 30 december - De Digesten en Instituten worden onderdeel van het Corpus Iuris Civilis (Byzantijns wetboek).

### Europa
- Theudebert I (r. 533-547) volgt zijn vader Theuderik I (zoon van Clovis I) op als Frankische koning van Austrasië. Hij sluit een verbond met Childebert I, om zijn heerschappij veilig te stellen.

## Religie
- 2 januari - Paus Johannes II (r. 533-535) wordt in Rome gekozen tot de 56e paus van de Katholieke Kerk. Tijdens zijn pontificaat ontvangt hij, volgens het Liber Pontificalis, een geloofsbelijdenis van Justinianus I.

## Geboren
- Theudowald, koning van Austrasië (waarschijnlijke datum)

## Overleden
- 1 januari - Fulgentius van Ruspe, Noord-Afrikaans bisschop
- 13 januari - Remigius, bisschop van Reims
- Hilderik, koning van de Vandalen en Alanen
- Theuderik I, koning van Austrasië (zoon van Clovis I)